# Birth of a Salesman
Birth of a Salesman («Рождение коммивояжёра») — четвёртая серия первого сезона американского мультсериала «Шоу Кливленда». Премьерный показ состоялся 18 октября 2009 года на канале FOX.

## Сюжет
Кливленд пытается найти работу в Стулбенде. Тим помогает устроиться ему в Waterman Cable, однако владелец компании, мистер Уотерман (Mr. Waterman), не обрадован новому чернокожему работнику. Однако, вскоре Кливленд показывает замечательные успехи в работе.
Вскоре Кливленд встречает старого знакомого, Терри Каймпла (Terry Kimple). На работе у Кливленда поначалу не складываются отношения с начальником.
Вскоре Кливленд замечает, что его начальник — гей.
Тем временем, продолжается противостояние Ралло и Роберты против Кливленда-младшего.

## Создание[1]
Автор сценария: Киркер Батлер
Режиссёр: Крис Грэхэм
Композитор:
Приглашённые знаменитости: отсутствуют

## Интересные факты